# Escuts i banderes de la Baixa Cerdanya

Escut oficiós de la Baixa Cerdanya

Els escuts i banderes de la Baixa Cerdanya són el conjunt de símbols que representen els municipis d'aquesta comarca.
Pel que fa als escuts comarcals cal dir que, en principi, s'han creat expressament per representar els Consells. En el cas del Consell Comarcal de la Cerdanya, això no ha estat així.
Com hom sap, la Cerdanya és una comarca natural que està dividida entre Espanya i França (a banda d'estar partida a cavall de dues províncies: Girona i Lleida). L'article se centra només en aquells municipis que es troben al vessant sud, a la comarca de la Baixa Cerdanya.
En aquest article s'hi inclouen els escuts i les banderes oficialitzats per la Generalitat des del 1981, concretament per la Conselleria de Governació, que en té la competència.
No tenen escut ni bandera oficial els municipis d'Alp, Das, Llívia, Riu de Cerdanya (antigament Riu de Pendís) i Urús.

## Escuts oficials

Bellver de Cerdanya Aprovat el 12 de juny de 1997.
Bolvir Aprovat el 13 de desembre de 1991.
Fontanals de Cerdanya Aprovat el 19 de setembre del 2000.
Ger Aprovat el 24 de gener de 1989.
Guils de Cerdanya Aprovat el 9 de març de 1994.
Isòvol Aprovat el 20 de març de 1990.
Lles de Cerdanya Aprovat el 16 de gener de 2013.
Meranges Aprovat l'1 de juny de 1983.
Montellà i Martinet Aprovat el 13 d'octubre de 1988.
EMD de Pi Publicat al DOGC el 5 de gener del 2009.
Prats i Sansor Aprovat el 7 de maig de 1991.
Prullans Aprovat el 28 d'octubre de 1998.
Puigcerdà Aprovat el 29 de gener de 1987.

## Banderes oficials

Fontanals de Cerdanya Aprovada el 15 d'octubre de 2001.
Ger Aprovada el 21 de novembre de 2002.
Guils de Cerdanya Publicada en el DOGC el 21 d'octubre del 2005.
Isòvol Publicada en el DOGC el 10 d'octubre de 2002.
Meranges Aprovada el 20 de març de 1990.
Montellà i Martinet Aprovada el 31 de març de 1994.
Prats i Sansor Publicada en el DOGC el 28 de juny de 1993.
Prullans Aprovada el 8 de setembre de 2006..
Puigcerdà Publicada en el DOGC el 4 de juliol del 2005.